# Осадко Ганна Володимирівна
Ганна Володимирівна Осадко (також — Анна Осадко; нар. 4 червня 1978, м. Тернопіль, Україна) — українська письменниця, художниця, ілюстраторка книг. Членкиня НСПУ, кандидат філологічних наук України.

## Біографія
Народилася в родині тернопільських інтелігентів. Мама — Олена Пилипівна Дармограй. Тато — Володимир Михайлович Ососков. Навчалася в гімназії (дев'ять класів) та школі мистецтв. У підлітковому віці почала писати вірші. Перші публікації почали з'являтися в місцевій періодичній пресі. Вірші у її виконанні лунали зі сцени Віче на честь проголошення Незалежності України в місті Тернополі в 1991 році. Юна Аня Ососкова була неодноразовою учасницею семінарів для талановитої молоді в Ірпінському Будинку Творчості.
По закінченню ліцею та школи мистецтв Ганна вступила на філологічний факультет Тернопільського педагогічного університету. 2000 року, після закінчення університету, вступила до аспірантури. 2006 року здобула вчений ступінь кандидата філологічних наук, захистивши дисертацію з теорії літератури на тему «Знакові образи-символи як стильові чинники в поезії та прозі символізму (на матеріалі творчості Петра Карманського)».
У 2000—2002 роках працювала викладачем української мови для іноземних студентів у Тернопільській медичній академії.
З 2003 року працює літературною редакторкою, художницею-ілюстраторкою і маркетологинею у тернопільському видавництві «Навчальна книга — Богдан». З 2014 року була кураторкою благодійного проєкту «Книжка одного вірша» на потреби військових та їхніх сімей — серія книг, кожна з яких містила по одній поезії Редьярда Кіплінга, серед них: «Хлопчина незухвалий», «Діти», «Синові», «Солдат», «Жонатий».
З 28 вересня 2022 року по 31 січня 2023 року була на літературній резиденції від міжнародної програми The Borderland/Ukraine (пол. Pogranicze / Ukraina) у селі Красногруда, Польща. Навесні 2023 року була на резиденції у Гайдельберзі, Німеччина, як отримувачка премії імені Гільди Домін для митців у вигнанні (2022).

## Літературна і перекладацька діяльність
(…) Поезія — це імпульс, це емоція, це магія. Вона нікому й нічим не зобов'язана, вона просто є — як даність.
Валентина Січкоріз, «Ганна Осадко: „…в тексті, як і в житті, дуже важливо поставити САМЕ ТОЙ розділовий знак…“»
З 11 лютого 2006 року почала публікувати вірші на сайті «Поетичні майстерні». 2007 року її вірші ввійшли до збірки «Улюблені вірші про кохання.Чоловічий примірник». Окремі поезії публікувалися у таких виданнях як «Київська Русь» (2008, 2009), «Роман-газета» (2007), «Пектораль» (2007), «Тернопіль» (2007), «Дніпро» (2009), альманасі «Digital Романтизм: ver.2.0» (2007) тощо. 2008 року стала лауреаткою літературного конкурсу «Малахітовий носоріг».
Перша власна збірка «Та, що перевертає пінгвінів» вийшла 2009 року, вірш із неї було відзначено премією «Благовіст» (2010). Орієнтовно у цей час почали виходити перші дитячі книги. 2014 року вийшла її збірка поезії «Сарматське море», яку український поет та прозаїк Василь Махно назвав «поетичними історіями, перев’язаними вузлами пам’яті, своєрідною хронікою, яку тонко підсвічують жарівки її[Осадко] поетичної мови».
Вірші Осадко перекладені англійською, німецькою, польською, французькою, хорватською, болгарською і каталонською мовами. Також їх ставили на музику, наприклад, поезії «Господар повертається» та «Ніч небесної риби» від бард-співачки Юлії Броварно.

### Власні книги

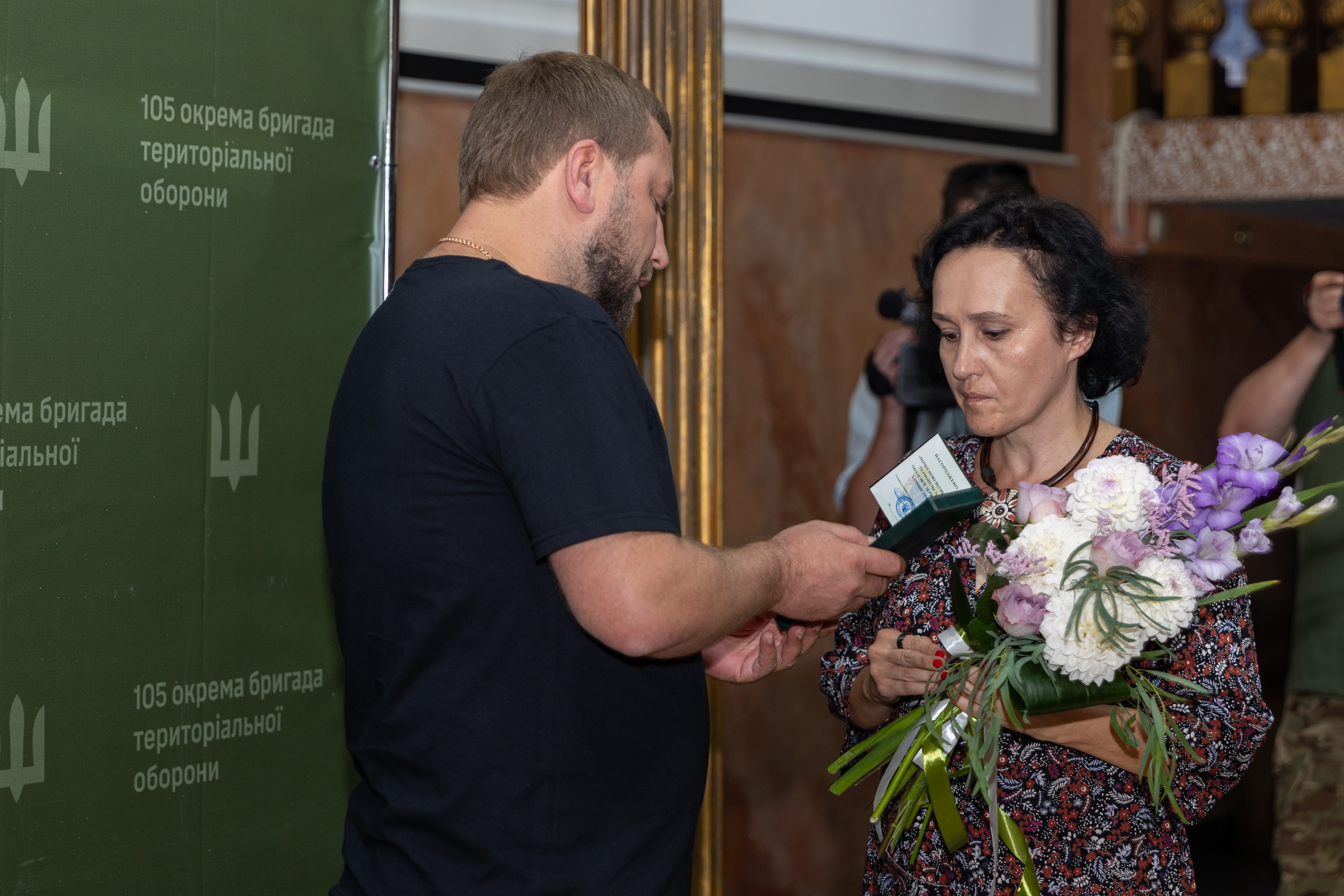
Ганні Осадко вручають почесну відзнаку Тернопільської ОВА (серпень 2023 року)

- Віра Паронова, Ганна Осадко. Хто живе у морі. — Навчальна книга — Богдан, 2008. — 20 с. — ISBN 978-966-10-0053-6.
- Ганна Осадко. Дивні звірі: Загадки. Картинки для дитинки. — Навчальна книга — Богдан, 2008. — 20 с. — ISBN 978-966-408-326-0.
- Ганна Осадко. Та, що перевертає пінгвінів. — Навчальна книга — Богдан, 2009. — 64 с. — ISBN 978-966-10-0644-6.
- Ганна Осадко. Знаки приватної пунктуації. — Навчальна книга — Богдан, 2011. — 96 с. — ISBN 978-966-10-1904-0.
- Ганна Осадко. Лаванда@Розмарин. — Навчальна книга — Богдан, 2011. — 96 с. — ISBN 978-966-10-2433-4.
- Ганна Осадко. Пластилінові Загадки. — Навчальна книга — Богдан, 2012. — 24 с. — ISBN 978-966-10-2561-4.
- Ганна Осадко. Котячі мрії. — Навчальна книга — Богдан, 2013. — 12 с. — ISBN 978-966-408-457-1.
- Ганна Осадко. Сарматське море. — Навчальна книга — Богдан, 2014. — 192 с. — ISBN 978-966-10-3988-8.
- Ганна Осадко. Жити просто. — Зелений пес, 2017. — 204 с. — ISBN 978-966-279-061-0.
- Ганна Осадко. 73 емоції / 73 emocìï / переклали польською Агнєшка Вольни-Гамкало і Кшиштоф Чижевський. — Pogranicze, 2022. — ISBN ISBN 9788366143654.
- Ганна Осадко. Чарівний глечик. — Навчальна книга — Богдан, 2024. — 40 с. — ISBN 978-966-10-8020-0.
- Ганна Осадко. Панґолін шукає любов. — Читаріум, 2024. — 32 с. — ISBN 978-617-8093-42-6.
- Ганна Осадко. Дубочок з війни. — Видавництво Старого Лева, 2024. — 48 с. — ISBN 978-966-448-227-8.

### Участь у збірках поезії та прози
- Улюблені вірші про кохання.Чоловічий примірник / Упор. Б. В. Щавурський. — Навчальна книга — Богдан, 2007. — 240 с. — ISBN 966-408-097-7.
- На каву до Львова / Упоряд. Мар'яна Савка. — Видавництво Старого Лева, 2012. — 57 с. — ISBN 978-966-2909-98-2.
- Чорне і червоне. Сто українських поетів ХХ сторіччя/ Упор. Б. В. Щавурський. — Навчальна книга — Богдан, 2011. — 1376 с. — ISBN 9789661019965.
- Материк. Альманах сучасної української поезії. — Кам'янське, 2018[25]
- Антологія. 7-ий мистецький фестиваль Ї. — Тернопіль, 2019.
- Сучасні українські письменники – дітям. Клас 2. — Навчальна книга — Богдан, 2019. — 128 с. — ISBN 978-966-10-5152-1.
- Про найрідніших у світі. — РМ, 2019. — 48 с. — ISBN 978-966-917-402-4.
- Сім святкових бажань. Підслухано та записано від Ісландії до Китаю. — Читаріум, 2021. — 128 с. — ISBN 9786177329663. («Ян і Червоний Дракон»)
- Різдвяна класика. — Vivat, 2024. — 576 с. — ISBN 9786171706361. («Тато і три мушкетери»)

### Переклади
Ганна Осадко переклала з російської мови дитячі книги Андрія Куркова «Казка про робота», «Казка про пилососика Гошу», «Школа котоповітроплавання», «Велика повітроплавна подорож» і Сергія Козлова «Їжачок у тумані». Переклала з французької 6 дитячих віршованих книжечок із серій «Для дівчаток» та «Для хлоп'яток» (вид-во «Навчальна книга-Богдан»). Також перекладає з англійської мови.
З англійської
- Роберт Беррі / Пер. з англ. Ганна Осадко. Різдвяна ялинка містера Вілловбі. — Читаріум, 2023. — 32 с. — ISBN 978-617-8093-29-7.
- Джанет і Аллан Алберг / Пер. з англ. Ганна Осадко. Веселий різдвяний Листоноша. — Читаріум, 2023. — 32 с. — ISBN 978-617-8093-28-0.
- Джулія Дональдсон / Пер. з англ. Ганна Осадко. Розбійник Щур. — Читаріум, 2023. — 32 с. — ISBN 978-617-8093-17-4.
- Дебі Ґліорі / Пер. з англ. Ганна Осадко. Буремної ночі. — Читаріум, 2024. — 32 с. — ISBN 978-617-7329-20-5.
- Дебі Ґліорі / Пер. з англ. Ганна Осадко. Що б не було. — Читаріум, 2024. — 32 с. — ISBN 9786177329687.

## Художня творчість
Як художниця Ганна Осадко працює в різноманітних техніках: графіка, колаж, ілюстрації з пластиліну та скла, валяння із вовни. Проілюструвала понад сімдесят художніх книг, також у доробку є книжки-розмальовки.
Оксана Смільська, «Ганна Осадко зліпила книжку з пластиліну»
2010 року вийшла збірка дитячих віршів Романа Скиби «Рибне місце» з пластиліновими ілюстраціями Осадко, ставши першою книгою в Україні з такою технікою ілюстрування. Натхненням на цю нетрадиційну техніку для ілюстрування стали роботи канадської ілюстраторки Барбари Рейд. Того ж року також вийшла книга Скиби «Перевіршики» у оригінальній техніці від Осадко «живопис на склі», яка передбачає нанесення малюнку акриловими фарбами на скло, а тоді додавання елементів під і на скло, фотографування, а тоді вже накладання тексту на зображення.
2013 року книжка Івана Андрусяка «Вісім днів із життя Бурундука» з ілюстраціями Ганни Осадко ввійшла до престижного щорічного каталогу найкращих дитячих видань світу «Білі круки».
Художниця мала кілька персональних виставок, зокрема 2010 року у Львівському музеї скла — виставку «Пляшка віршів», у 2012 році — виставку «Пластилін, перо і скло» в Національному музеї літератури України. Виставка «Ангели Перемоги» відбулася у Варшаві, Польща (2024). Також проводить авторські майстер-класи для дітей і дорослих. 
Вибрані ілюстровані книги
- Роман Скиба. Перевіршики. — Навчальна книга — Богдан, 2010. — 24 с. — ISBN 978-966-10-0928-7.
- Роман Скиба. Рибне місце. — Навчальна книга — Богдан, 2010. — 24 с. — ISBN 978-966-10-1060-3.
- Іван Андрусяк. Вісім днів із життя Бурундука. — Грані-Т, 2012. — 72 с. — ISBN 978-966-465-369-2.

## Нагороди та відзнаки

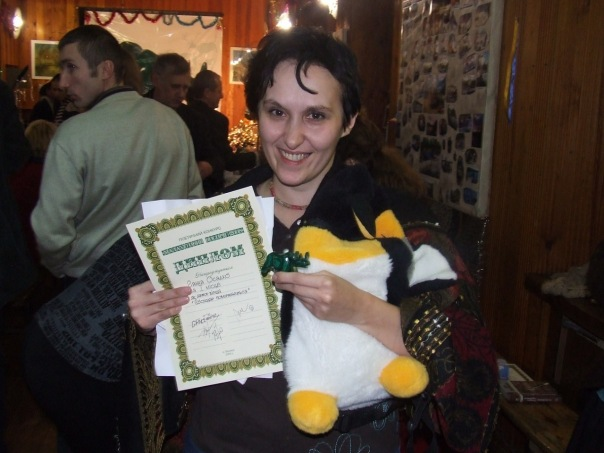
Ганна Осадко святкувала перемогу в конкурсі «Малахітовий носоріг» (2008)

- Диплом переможниці конкурсу «Малахітовий носоріг» (2008)[34];
- Літературна премія «Благовіст» за вірш «Та, що перевертає пінгвінів» (2010)[35];
- Диплом у дитячій книжковій премії «Левеня» 20-го Львівського форуму видавців за власну книгу «Пластилінові загадки» (2013)[3];
- Всеукраїнська літературна премія імені Михайла Коцюбинського (2018)[36];
- Почесна відзнака Тернопільської обласної державної адміністрації «за високу громадянську позицію, відданість, жертовність та волонтерську діяльність, за популяризацію української мови, мистецьку та літературну працю» (серпень 2023 року)[37].
- У номінації «Література для молодших школярів» «Книжка року-2024» за книгу «Дубочок з війни» (2024)[38].

## Особисте життя
Чоловік — Олександр Остапович Осадко (1976—2022), діти — син Юрій та донька Софія.